# Genética ecológica
Genética ecológica é o estudo da genética no contexto das interações entre organismos e destes com o meio ambiente. Enquanto a genética molecular estuda a estrutura e função de genes a nível molecular, a genética ecológica (e o campo de estudo relacionado da genética de populações) estuda a evolução fenotípica em populações naturais. Não se deve confundir com a ecologia genética. A pesquisa nesse campo é focada em características de significância ecológica - ou seja, caracteres relacionados à aptidão, plasticidade fenotípica e norma de reação que afetam a sobrevivência e reprodução (por exemplo, tempo de floração, tolerância a seca, padrão de coloração e razão sexual).
Estudos são realizados frequentemente com insetos e outros organismos com tempo de geração curto, em que a evolução se dá a altas taxas.